# New Lebanon (Nova Iorque)
New Lebanon é uma vila do estado norte-americano de Nova Iorque, localizada no Condado de Columbia.

## Geografia
De acordo com o United States Census Bureau, a aldeia tem uma área de 93,1 km².

## Demografia
Segundo o censo nacional de 2010, a sua população é de 2 305 habitantes, e sua densidade populacional é de 24 hab/km².

## Lista de marcos
A relação a seguir lista de lugares em New Lebanon as entradas marcadas com * são do Registro Nacional de Lugares Históricos e aquela marcada com ‡ é um Marco Histórico Nacional.
- Church of Our Saviour*[2]
- Donnelly House*[2]
- Elisha Gilbert House*[2]
- Sociedade Shaker do Monte Líbano‡[3]